# Industria automotriz
La industria automotriz es un conjunto de compañías y organizaciones relacionadas en las áreas de diseño, desarrollo, manufactura, mercadotecnia y ventas de automóviles. Es uno de los sectores económicos más importantes en el mundo por ingresos. La industria automotriz no incluye a las compañías dedicadas al mantenimiento de automóviles que ya han sido entregados a un cliente, es decir, talleres mecánicos y gasolineras.
El término automotriz es derivado del término griego auto (por sí mismo), y del latín motriz (femenino de motor, que mueve) para representar a cualquier vehículos automotor. Este término fue propuesto por el miembro de SAE, Elmer Sperry.

## Historia

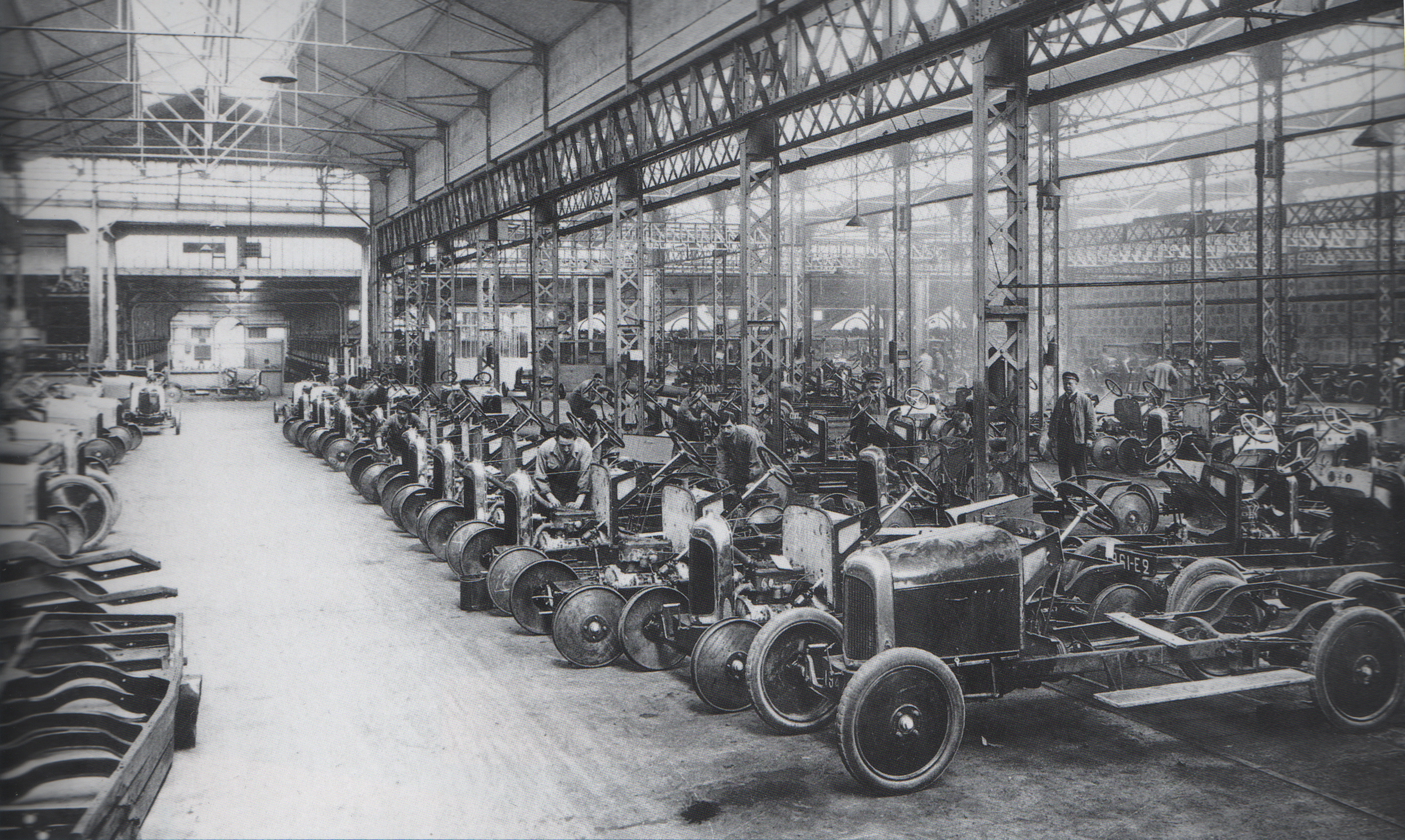
Línea de ensamblaje de Citroën en 1918.

La industria automotriz tuvo su inicio en la década de 1890. Durante muchos decenios los Estados Unidos aportaron al mundo una gran producción de automóviles. En el año 1929, antes de la Gran Depresión, en el mundo existían 32.028.500 automóviles, de los que la industria automotriz estadounidense producía alrededor del 90%. En esa época, en los Estados Unidos, la relación era de un automóvil por 4,87 personas.
Durante la posguerra de la Segunda Guerra Mundial, Estados Unidos lideró la producción mundial de automóviles hasta que en 1980 fueron superados por Japón, quien después se convirtió en el líder de producción mundial hasta 1994. En 2006 Japón alcanzó de nuevo a los Estados Unidos en producción y mantuvo esta posición hasta el 2009, cuando China tomó el primer lugar fabricando 13,8 millones de unidades al año. Desde el año 1970 (140 unidades) a 1998 (260 unidades) hasta 2012 (684 unidades), el número de automóviles producidos en Estados Unidos ha crecido exponencialmente.

## Seguridad

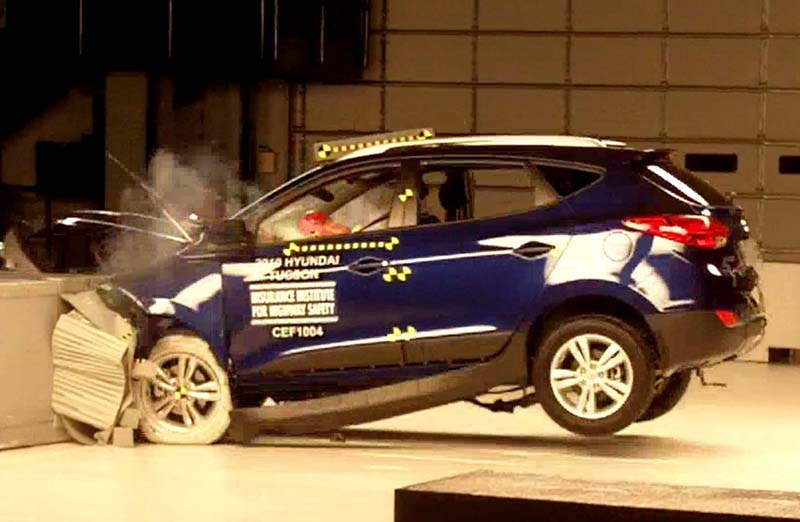
Prueba de choque de un Hyundai Tucson

Seguridad es un estado que implica estar protegido ante cualquier riesgo, peligro o ataque. En la industria automotriz la seguridad significa que los usuarios no tengan que enfrentar ningún riesgo o peligro de parte del vehículo. La seguridad en la industria automotriz es muy importante, y por lo tanto está sujeta a numerosas regulaciones. Los automóviles y otros vehículos impulsados por motor tienen que cumplir con una serie de normas y reglas, tanto locales como internacionales, para ser aceptados en el mercado. La norma ISO 26262, es considerada como una de las más fiables para poder comprobar la seguridad del automóvil.
En caso de problemas, recursos, producto defectuoso o un procedimiento erróneo durante la elaboración del automóvil, el fabricante puede detener la producción pedir el alto total de alguna unidad o una serie de producción. Este procedimiento es llamado retirada de productos.
Se realizan pruebas de producto, operación e inspección en diferentes momentos de la cadena de valor, esto para poder evitar las retiradas del producto en el mercado, asegurando la seguridad del usuario y cumpliendo con las normas de la industria automotriz. Sin embargo, la industria automotriz sigue estando en constante preocupación debido al estado de retirada de productos, por las consecuencias financieras que esto conlleva.

## Economía

Producción mundial de vehículos de motor 1950-2013

Porcentaje de la producción

En 2007, existían acerca de 806 millones de coches y camiones, consumiendo alrededor de 980 billones de litros de gasolina y diésel por año. El automóvil es un medio de transporte principal en muchas economías desarrolladas. Boston Consulting Group predijo que en 2014, una tercera parte de la demanda mundial estará en los cuatro mercados BRIC (Brasil, Rusia, India y China). Mientras tanto, en los países no desarrollados, la industria automotriz no se ha establecido como lo planeado. Por otro lado, se espera que esta tendencia continúe, especialmente en las generaciones más jóvenes (en países altamente urbanizados), las nuevas generaciones ya no quieren ser dueños de un automóvil; prefiriendo modos de transporte alternativos. Por otra parte, otros mercados automovilísticos potenciales son Irán e Indonesia.
En los nuevos mercados de automóviles, se compran vehículos que cuentan con un estado establecido dentro del mercado, para asegurar su venta. De acuerdo a un estudio por parte de J.D. Power, los mercados emergentes representaron el 51% de las ventas globales de vehículos en 2010; el estudio espera que esta tendencia se acelere. Sin embargo, los informes más recientes, confirmaron lo contrario; a saber, que la industria del automóvil se estaba reduciendo, incluso en los países BRIC. En los Estados Unidos, las ventas de vehículos alcanzaron su punto máximo en 2000, con 17,8 millones de unidades vendidas.
La pandemia de COVID-19 desde finales de 2019 ha generado un cambio muy importante en los niveles de producción y comercialización de automóviles a nivel mundial. Según un informe de KPMG el 80% de las compañías automotrices y relacionadas serán impactadas directamente en sus ingresos durante el año 2020 por el Coronavirus.

## Producción mundial
| Puesto | País           | Unidades por año |
| ------ | -------------- | ---------------- |
| 1      | China          | 25,720,000       |
| 2      | Estados Unidos | 10,880,000       |
| 3      | Japón          | 9,680,000        |
| 4      | Alemania       | 4,660,000        |
| 5      | India          | 4,510,000        |
| 6      | México         | 3,980,000        |
| 7      | Corea del Sur  | 3,950,000        |
| 8      | Brasil         | 2,940,000        |
| 9      | España         | 2,820,000        |
| 10     | Francia        | 2,200,000        |

## Electrificación
La industria automotriz ha ido evolucionando con los tiempos y adaptándose a las circunstancias y necesidades de la sociedad. En el siglo XXI, ante el progresivo calentamiento global y la necesidad de reducir las emisiones de CO2, es necesario ir hacia el automóvil eléctrico o de bajas emisiones y a modelos de producción "CO2 Neutral". Intentando cumplir los compromisos internacionales de las convenciones del clima, la Comisión Europea pondrá multas multimillonarias a los fabricantes a finales de 2020. Los fabricantes que sobrepasen las emisiones de 95g/km de CO2 deberán pagar 95 euros por gramo de más y unidad vendida. Para mediados de 2019 solo Tesla y Smart con 89,8 g/km alcanzaban el reto, los demás fabricantes superan el límite. Por ello tendrán que hacer un gran esfuerzo para evitar multas multimillonarias.

## Mayores grupos productores de automóviles (por volumen)
La siguiente tabla muestra los grupos constructores de vehículos de motor con una producción anual en el mundo mayor a 1 000 000 unidades, así como las marcas producidas por cada una. La tabla está realizada a partir de los últimos datos extraídos de la Organización Internacional de Constructores de Automóviles (OICA) de 2014, por grupo y sus marcas subsidiarias.
| Marca                                     | País de origen  | Propiedad   | Mercados |           |
| 1. Toyota                                 | 1. Toyota       | 1. Toyota   | 1. Toyota | 1. Toyota |
| ----------------------------------------- | --------------- | ----------- | --- | --------- |
| Daihatsu                                  | Japón           | Subsidiaria | Global, excepto Norteamérica y Australia                                                                                           |           |
| Hino Motors                               | Japón           | Subsidiaria | Asia Pacífico, Canadá, México, Sudamérica                                                                                          |           |
| Lexus                                     | Japón           | División    | Global, excepto Latinoamérica, con la excepción de República Dominicana, México, Perú, Chile, Brasil, Bolivia, Costa Rica y Panamá |           |
| Toyota                                    | Japón           | División    | Global |           |
| 2. Grupo Volkswagen                       |                 |             | |           |
| Audi                                      | Alemania        | Subsidiaria | Global |           |
| Bentley Motors Limited                    | Reino Unido     | Subsidiaria | Global |           |
| Bugatti                                   | Francia         | Subsidiaria | Global |           |
| Lamborghini                               | Italia          | Subsidiaria | Global |           |
| Porsche                                   | Alemania        | Subsidiaria | Global |           |
| SEAT                                      | España          | Subsidiaria | Europa, China, Latinoamérica excepto Argentina, Brasil y Venezuela                                                                 |           |
| Škoda                                     | República Checa | Subsidiaria | Global, excepto Norteamérica |           |
| Volkswagen                                | Alemania        | Subsidiaria | Global |           |
| 3. General Motors                         |                 |             | |           |
| Buick                                     | Estados Unidos  | División    | Norteamérica, China |           |
| Cadillac                                  | Estados Unidos  | División    | Global, excepto Latinoamérica, con la excepción de México y Panamá                                                                 |           |
| Chevrolet                                 | Estados Unidos  | División    | Global, excepto India, Australia y Nueva Zelanda                                                                                   |           |
| GMC                                       | Estados Unidos  | División    | Norteamérica, Oriente Medio |           |
| GM Korea                                  | Corea del Sur   | Subsidiaria | Corea del Sur. |           |
| 4. Hyundai Motor Company                  |                 |             | |           |
| Hyundai                                   | Corea del Sur   | División    | Global |           |
| Kia Motors                                | Corea del Sur   | Subsidiaria | Global, excepto Japón |           |
| Genesis Motor                             | Corea del Sur   | División    | Corea del Sur, Estados Unidos, Canadá, Rusia, Medio Oriente.                                                                       |           |
| 5. Ford                                   |                 |             | |           |
| Ford                                      | Estados Unidos  | División    | Global, excepto Japón |           |
| Lincoln Motor Company                     | Estados Unidos  | División    | Norteamérica, Oriente Medio, Panamá                                                                                                |           |
| Troller                                   | Brasil          | Subsidiaria | Sudamérica |           |
| 6. Nissan                                 |                 |             | |           |
| Infiniti                                  | Japón           | División    | Norteamérica, Oriente Medio, Taiwán, Corea, Japón, Rusia, Europa, Panamá, Chile                                                    |           |
| Nissan                                    | Japón           | División    | Global |           |
| 7. Stellantis                             | Japón           |             | |           |
| Abarth                                    | Italia          | Subsidiaria | Global |           |
| Alfa Romeo                                | Italia          | Subsidiaria | Global |           |
| Fiat                                      | Italia          | Subsidiaria | Global |           |
| Fiat Professional                         | Italia          | Subsidiaria | Global, excepto Estados Unidos y Canadá                                                                                            |           |
| Iveco                                     | Italia          | Subsidiaria | Global, excepto Norteamérica |           |
| Lancia                                    | Italia          | Subsidiaria | Europa, excepto Reino Unido e Irlanda.                                                                                             |           |
| Maserati                                  | Italia          | Subsidiaria | Global |           |
| Chrysler                                  | Estados Unidos  | Subsidiaria | Norteamérica, Australia, Reino Unido.                                                                                              |           |
| Dodge                                     | Estados Unidos  | Subsidiaria | Norteamérica, Sudamérica. |           |
| Ram Trucks                                | Estados Unidos  | Subsidiaria | Globlal, excepto Europa. |           |
| SRT                                       | Estados Unidos  | Subsidiaria | Norteamérica |           |
| Jeep                                      | Estados Unidos  | Subsidiaria | Global |           |
| Citroën                                   | Francia         | Subsidiaria | Global, excepto Norteamérica |           |
| DS Automobiles                            | Francia         | Subsidiaria | Global, excepto Norteamérica |           |
| Peugeot                                   | Francia         | Subsidiaria | Global, excepto Estados Unidos y Canadá                                                                                            |           |
| Opel                                      | Alemania        | Subsidiaria | Europa continental, Sudáfrica, Asia con la excepción de Japón, Chile                                                               |           |
| Vauxhall Motors                           | Reino Unido     | Subsidiaria | Reino Unido |           |
| 8. Honda                                  |                 |             | |           |
| Acura                                     | Japón           | División    | Norteamérica, China, Panamá, Rusia.                                                                                                |           |
| Honda                                     | Japón           | División    | Global |           |
| 9. Suzuki                                 |                 |             | |           |
| Suzuki                                    | Japón           | División    | Global, excepto Estados Unidos y Canadá.                                                                                           |           |
| Maruti Udyog                              | India           | Subsidiaria | India, Oriente Medio, Sudamérica                                                                                                   |           |
| 11. Groupe Renault                        |                 |             | |           |
| Renault                                   | Francia         | División    | Global, excepto Estados Unidos y Canadá                                                                                            |           |
| Automobile Dacia                          | Rumania         | Subsidiaria | Europa, excepto Rusia, Oriente medio y próximo, norte de África                                                                    |           |
| Renault Samsung Motors                    | Corea del Sur   | Subsidiaria | Asia, Sudamérica |           |
| 12. BMW                                   |                 |             | |           |
| BMW                                       | Alemania        | División    | Global |           |
| MINI                                      | Reino Unido     | División    | Global |           |
| Rolls-Royce Motor Cars                    | Reino Unido     | Subsidiaria | Global |           |
| 13. SAIC Motor                            |                 |             | |           |
| MG Motor                                  | Reino Unido     | Subsidiaria | Reino Unido, China, Chile, México                                                                                                  |           |
| Roewe                                     | China           | División    | China |           |
| 14. Mercedes-Benz Group                   |                 |             | |           |
| Mercedes-Benz                             | Alemania        | División    | Global |           |
| Mercedes-AMG                              | Alemania        | División    | Global |           |
| Mercedes-Maybach                          | Alemania        | División    | Global |           |
| Smart                                     | Alemania        | División    | Norteamérica, Europa Occidental, Sureste Asiático, Sudáfrica                                                                       |           |
| Freightliner LLC                          | Estados Unidos  | Subsidiaria | Norteamérica, Sudáfrica |           |
| Mitsubishi Fuso Truck and Bus Corporation | Japón           | Subsidiaria | Global |           |
| 15. Chang'an Motors                       |                 |             | |           |
| Chang'an Motors                           | China           | División    | China, Chile, Venezuela, Colombia, México, Sudáfrica                                                                               |           |
| 16. Mazda                                 |                 |             | |           |
| Mazda                                     | Japón           | División    | Global |           |
| 17. Dongfeng Motor Corporation            |                 |             | |           |
| Dongfeng                                  | China           | División    | China, Chile, Colombia, Serbia, Polonia, Ucrania, Venezuela                                                                        |           |
| 18. Mitsubishi Motors                     |                 |             | |           |
| Mitsubishi                                | Japón           | División    | Global |           |
| 19. BAIC Group                            |                 |             | |           |
| BAIC                                      | China           | Subsidiaria | China, África, Sudeste asiático, Latinoamérica.                                                                                    |           |
| BAW                                       | China           | Subsidiaria | China. |           |
| BJEV                                      | China           | Subsidiaria | China. |           |
| Changhe                                   | China           | Subsidiaria | China. |           |
| Senova                                    | China           | Subsidiaria | China. |           |
| Foton Motor                               | China           | Subsidiaria | China. |           |
| 20. Tata Motors                           |                 |             | |           |
| Tata                                      | India           | División    | India, Chile, Sudáfrica, Venezuela                                                                                                 |           |
| Tata Hispano                              | España          | Subsidiaria | Europa |           |
| Jaguar Cars                               | Reino Unido     | Subsidiaria | Global |           |
| Land Rover                                | Reino Unido     | Subsidiaria | Global |           |
| Tata Daewoo Commercial Vehicle            | Corea del Sur   | Subsidiaria | Corea del Sur |           |
| 21. Geely                                 |                 |             | |           |
| Geely                                     | China           | División    | Finlandia, Colombia, Brasil, Serbia, Chile, Venezuela                                                                              |           |
| Shanghai Maple Guorun Automobile          | China           | Subsidiaria | China |           |
| Proton Holdings Berhad                    | Malasia         | Subsidiaria | Sudeste asiático, Australia, Reino Unido, Turquía, Próximo oriente, Chile, Egipto, Chipre                                          |           |
| Lotus Cars                                | Reino Unido     | División    | Global |           |
| Volvo Cars                                | Suecia          | División    | Global |           |
| 22. Mahindra                              |                 |             | |           |
| Mahindra                                  | India           | División    | India, China, Sudamérica, Sudáfrica, España, Italia                                                                                |           |
| SsangYong Motor Company                   | Corea del Sur   | Subsidiaria | Corea del Sur, Sudáfrica, Europa, Australia, Sudamérica                                                                            |           |